# Lothar Bickel
Lothar Bickel, gebürtig als Eliezer Bickel (* 8. Mai 1902 in Kysseliw, Bukowina, Österreich-Ungarn; † 23. April 1951 in Toronto, Kanada), war ein österreichischer, ab 1919 rumänischer und ab 1950 kanadischer Arzt und Autor philosophischer Schriften. Von 1947 an bis zu seinem Tod war er der Gründungsvorsitzende des Internationaal Constantin Brunner Instituut.

## Werdegang
Bickel wurde 1902 im nordbukowinischen Kysseliw nahe Czernowitz geboren und wuchs in einem jüdisch-orthodox geprägten Elternhaus auf. Sein Vater Isaac Bickel (Bikl) besaß eine Dorfschänke. Von 1908 bis 1916 wuchs er in der Stadt Kolomyja bei seinem Großvater auf und besuchte ein städtisches polnisches Gymnasium. Den Ersten Weltkrieg verbrachte die Familie Bickel in der mährischen Stadt Mährisch Weißkirchen und kehrte 1918 zurück. Bickel ging daraufhin auf ein Staatsgymnasium im inzwischen zu Rumänien gehörenden Czernowitz, wurde Mitglied der linkszionistischen Jugendorganisation Haschomer Hatzair und nahm am sogenannten Ethischen Seminar des Lehrers Friedrich Kettner teil, worüber er zu einem leidenschaftlichen Anhänger der Philosophie Constantin Brunners wurde.
Nach dem Abitur ging Bickel nach Bukarest, um dort Medizin zu studieren. Nebenbei leitete er einen philosophischen Zirkel, in welchem insbesondere die Philosophie Constantin Brunners studiert und diskutiert wurde. Auch den Militärdienst absolvierte Bickel in Rumänien und ging 1927 nach Berlin, wo er an der Charité als Arzt tätig wurde. Da Brunner in Berlin lebte, nahm Bickel in dieser Zeit persönlichen Kontakt zu ihm auf und befreundete sich mit ihm. Ein Briefwechsel bestand bereits.
Als im Jahr 1933 die Nationalsozialisten die Macht im Deutschen Reich ergriffen hatten, kehrte Bickel nach Bukarest zurück. 1939 heiratete er Madeleine Moscovici in Czernowitz. In Rumänien blieb Bickel bis 1950, fungierte zumindest offiziell seit 1947 als Gründungsvorsitzender des in Den Haag gegründeten Internationaal Constantin Brunner Instituut, und emigrierte schließlich nach Kanada. Schon ein Jahr darauf, im April 1951, verstarb Bickel in Toronto.

## Schriften (Auswahl)
- Zur Renaissance der Philosophie: Studien zu einigen Dialogen Platons (1931, Zürich 1975)
- Constantin Brunners letzte Stunde (Typoskript, Den Haag 1933)
- Probleme und Ziele des Denkens (Humanitas Verlag: Zürich 1939)

posthum erschienen:
- Wirklichkeit und Wahrheit des Denkens (Diana Verlag: Zürich, Stuttgart 1953)
- Kultur (Diana Verlag: Zürich 1956)
- The Unity of Body and Mind (hrsg. u. übers. von Walter Bernard, Philosophical Library: New York 1959)
- Das Leben – eine Aufgabe: gesammelte Aufsätze (Diana Verlag: Zürich 1959)
- Aussen und Innen. Beitrag zur Lösung des Leib-Seele Problems (Diana Verlag: Zürich 1960)
- Le dehors et le dedans (übers. von Robert Rovini, eingeleitet durch Henri Thomas; Gallimard: Paris 1963)

als Herausgeber:
- Constantin Brunner: Kunst, Philosophie, Mystik (Humanitas Verlag: Zürich 1940)
- Constantin Brunner: Der Entlarvte Mensch (Verlag M. Nijhoff: Den Haag 1951)

## Schriften über Bickel
- Bernard Wasserstein: The Master and His Messenger. Lothar Bickel and the Brunnerian Cult. In: Constantin Brunner im Kontext: Ein Intellektueller zwischen Kaiserreich und Exil, hrsg. von Irene Aue-Ben-David, Gerhard Lauer und Jürgen Stenzel; De Gruyter Oldenbourg: Berlin, München, Boston 2014, S. 365–384. ISBN 9783110366686
- Israel Eisenstein; Shalom Miron (Hg.): Gedenkbuch in memoriam Lothar Bickel: sein inniges Verhältnis zu Constantin Brunner: der Briefwechsel zwischen ihnen: über Bickels Persönlichkeit und Wirken (Privatdruck: Tel Aviv 1985)
- Meyer Kesten: In memoriam Lothar Bickel (Sociedad Hebraica Argentina: Buenos Aires 1954)